# Zala (Cerknica, Slovenija)
Zala je naselje u slovenskoj Općini Cerknici. Zala se nalazi u pokrajini Notranjskoj i statističkoj regiji Notranjsko-kraškoj. 

## Stanovništvo
Prema popisu stanovništva iz 2002. godine naselje je imalo 5 stanovnika.